# Questo non è il mio corpo
Questo non è il mio corpo (脂肪と言う名の服を着て?, Shibō toiu na no fuku wo kite, lett. "Vestendo i panni chiamati grasso") è un manga josei di Moyoco Anno. Tratta del delicato tema dei disturbi alimentari che affliggono, in particolare, le donne. Pubblicato originariamente nel 1997 dall'editore Shufu to Seikatsu Sha, l'opera è stata ristampata in Giappone dalla Shodensha nel 2002. In Italia il manga è stato tradotto e diffuso dalla Kappa Edizioni.

## Trama
Noko è una office lady in una grande società. Tutti i giorni in ufficio è costretta a subire le angherie delle colleghe che, conoscendo il suo carattere debole e remissivo, la tormentano deridendola per il suo sovrappeso e scaricandole la colpa per le loro mancanze. Noko, nonostante la sofferenza che è costretta a patire al lavoro, riesce a trovare comunque conforto tra le braccia del fidanzato, Saito.
Questo almeno finché proprio lui non la tradisce con Mayumi, la bella e crudele impiegata che si accanisce sulla sua timida fidanzata. Noko, ferita e delusa, scarica tutte le sue frustrazioni sul cibo, abbuffandosi, in preda a crisi bulimiche. Quando però si accorge di essere ormai obesa, è del tutto incapace di accettare il suo corpo e cerca aiuto presso una clinica di trattamenti dimagranti; incapace di frenare però le crisi alimentari, inizia a rigettare ogni pasto. Persi pericolosamente diversi chili in pochissimo tempo, Noko è tuttavia retrocessa sul lavoro a causa della sua scostanza e delle macchinazioni di Mayumi, che riesce ad incolpare la ragazza di un ingente addebito di denaro illecito.
A complicare la situazione vi è la crisi sentimentale cui Noko deve far fronte: Saito, in realtà spaventato dalle donne perché preda di un sentimento di inferiorità verso di loro, chiude rabbiosamente la relazione con la fidanzata ed ogni contatto con lei, gettandola nella più completa disperazione e vuoto psicologico.
Fortunatamente viene in suo soccorso la solidale collega Tabata che, convinta di dover ostacolare l'operato di Mayumi, scagiona Noko, la quale, tuttavia, a causa delle pressioni e del mobbing operato dall'azienda, si dimette.
Mesi dopo è proprio la dietologa che la seguiva, ad incontrare la ex-office lady nei panni di semplice commessa di un convenience store. Dopo un breve colloquio ed una stupefatta considerazione sulle condizioni fisiche ed alimentari della ragazza, instabili, la donna non può che concludere, rivolta alla sua compagna, che Noko è schiava di un corpo che non percepisce suo e del giudizio altrui, perciò sarà difficile liberarsi dalla sua schiavitù verso la malattia del disturbo dell'alimentazione.

## Personaggi
Noko Hanazawa ( 花沢のこ ?,  Hanazawa Noko)
Timida, cordiale ed introversa office lady. Una ragazza in carne fin dall'infanzia, inizia a percepirsi inadeguata nel proprio fisico solo dopo le crudeli e spietate pressioni psicologiche operate dalle colleghe. Del tutto dipendente dal fidanzato Saito, presso il quale cerca disperatamente approvazione a causa della propria bassa autostima, Noko affronta di incontrollate crisi bulimiche inframmezzate da atteggiamenti anoressici di rifiuto totale del cibo.
Anche dopo aver superato l'attaccamento morboso all'ex compagno, la ragazza rimane comunque in equilibrio precario e in rapporto conflittuale col cibo.
 Mayumi Tachibana ( 橘マユミ?,  Tachibana Mayumi)
Avvenente collega di lavoro di Noko. Mayumi nasconde dietro una indubitabile apparenza di perfezione un profondo disagio psicologico e sociale che sfoga ciecamente sugli altri più deboli, attraverso atteggiamenti perversamente sadici e bullismo.
 Saito Toshihiko ( 斉藤利彦 ?,  Toshihiko Saito)
Compagno fisso di Noko sin dai tempi del liceo, è sempre stato protettivo nei confronti della fidanzata, celandole però le fugaci scappatelle perpetrate negli precedenti con donne più attraenti.
La relazione con la dominatrice Mayumi e la malattia di Noko, all'apparenza non più debole ragazza “cicciottella”, gli daranno tuttavia modo di comprendere che la sua ricerca di ragazze deboli e derise dagli altri non è altro che un modo per nascondere il senso di inferiorità e la misoginia che prova verso il mondo femminile.
 Tabata ( 田端 ?)
Mistica collega di Noko, Tabata è una convinta nemica di Mayumi, che avverte essere un polo di malsane energie negative. Impopolare per il suo atteggiamento di molesta fervente religiosa, ella è tuttavia una fida sostenitrice di Noko, sin dai primi tempi trascorsi nella medesima azienda.

## Manga
| Nº | Data di prima pubblicazione   | Data di prima pubblicazione                                               | Data di prima pubblicazione | Data di prima pubblicazione |
| Nº | Giapponese                    | Giapponese                                                                | Italiano                    | Italiano                    |
| -- | ----------------------------- | ------------------------------------------------------------------------- | --------------------------- | --------------------------- |
| 1  | novembre 1997 25 luglio 2002, | ISBN 4-391-92039-5 (Shufu to Seikatsu Sha) ISBN 4-396-76279-8 (Shodensha) | ottobre 2006                | ISBN 978-88-7471-108-6      |